# Battleheart (videojuego)
Battleheart es un videojuego de rol para iOS desarrollado por Mika Mobile, lanzado el 1 de febrero de 2011. Una secuela del juego fue lanzada en 2014.
En el juego, el jugador controla a varios personajes simultáneamente y en tiempo real, cada uno de los cuales tiene un rol y habilidades específicas. Los personajes se enfrentan a monstruos que aparecen continuamente y pueden actualizarse con objetos que se compran en la tienda del juego.

## Recepción crítica
El juego tiene una calificación de 81 % en Metacritic, basado en 18 reseñas críticas.
Sobre el juego, AppSafari escribió que «lo recomendaba a aquellas personas que gustaran de los juegos de estrategia en tiempo real y quisieran una compañía fiable que los soportara». No DPad indicó que el juego «es el epítome de los juegos casuales en la App Store. Se encuentra junto a Fruit Ninja, Flight Control y Canabalt entre los mejores juegos casuales que he jugado».  on iPad."
Eurogamer escribió que «Battleheart es también más profundo que aquello por lo que se le puede dar crédito, y es horriblemente adictivo. Es realmente las Pringles de los juegos». Por otro lado, IGN escribió que «Battleheart es un RPG subestimable que, aunque tiene una variedad de objetos para actualizar los personajes, es arruinado por sus controles con fallos y sus gráficos y sonidos sin inspiración».